# LeMan
LeMan ist die älteste erscheinende Satire-Zeitschrift der Türkei. 
Das 1991 gegründete Magazin enthält Comics, Cartoons und Karikaturen zu fast allen Bereichen. Aufgrund der besonderen Lage in der Türkei werden jedoch Mohammed-Karikaturen nicht veröffentlicht.
Die Zeitschrift mit einer Auflage von 100.000 Stück hat ihren Sitz im Istanbuler Stadtteil Beyoğlu. Hier unterhält sie mit dem LeMan Kültür auch ein Café-Restaurant mit Kleinkunstbühne. Zu den bekannten Zeichnern von LeMan gehört Nuri Kurtcebe.
2003 war die Redaktion der französischen Satirezeitung Charlie Hebdo zu Besuch. Als Zeichen der Trauer druckte das Magazin LeMan nach dem Anschlag auf deren Büro 2015 ein Titelblatt mit dem Aufdruck Je suis Charlie.
Der ehemalige türkische Ministerpräsident Ahmet Davutoğlu bezeichnete LeMan als „unmoralische Zeitschrift“.
Im Zuge der Papierkrise in der Türkei 2018 verkleinerte LeMan ihre Zeitschrift von Din-A3 zunächst auf Din-A4, danach auf Din-A5.